# Shakotan
Shakotan (japanska: 積丹町?, Shakotan-chō) är en landskommun (köping) i Hokkaido prefektur i Japan.    